# Jeff Jur
Jeffrey „Jeff“ Jur (* Juni 1955 in Chicago, Illinois) ist ein US-amerikanischer Kameramann.

## Leben
Nachdem Jeffrey Jur bereits während seiner Highschoolzeit mit Super-8- und 16-mm-Filmen in einem Schulkurs sein Talent gezeigt hatte, erhielt er ein Stipendium am Columbia College Chicago, wo er Film studierte. Seinen ersten Job hatte er in einer Firma, die sich auf Dokumentarfilme, Wirtschaftsfilme und Werbespots spezialisierte, wo er als Kameraassistent arbeitete. Parallel dazu arbeitete er als Kameramann für kleine Studenten- und Dokumentarfilme, wodurch er durch Zufall die Möglichkeit erhielt vier Episoden der American-Playhouse-Serie zu drehen. Dadurch schaffte er es erstmals, dass 1982 ein Spielfilm landesweit ausgestrahlt wurde und er daraufhin weitere Jobangebote für Spielfilme wie Soul Man, Tödliches Versteck und The Big Picture erhielt.
Obwohl Jur die meiste Zeit fürs Fernsehen arbeitet, ist er vor allen Dingen durch seine Kameraarbeit an Kinofilmen wie Dirty Dancing und My Big Fat Greek Wedding – Hochzeit auf griechisch international bekannt geworden.

## Filmografie (Auswahl)

### Filme
- 1986: Soul Man
- 1987: Dirty Dancing
- 1988: Terrorist on Trial: The United States vs. Salim Ajami
- 1989: The Big Picture
- 1989: Tödliches Versteck (Hider in the House)
- 1991: Der Ballerina Killer (The Killing Mind)
- 1991: Ein Mann läuft Amok (Ambition)
- 1992: First Lady im Zwielicht (Running Mates)
- 1992: Hydrotoxin – Die Bombe tickt in dir (Live Wire)
- 1993: Caught in the Act
- 1993: Der süße Duft des Todes (A Kiss to Die For)
- 1993: Family Affairs – Mein Vater der Spieler (Family Prayers)
- 1994: Die letzte Verführung (The Last Seduction)
- 1994: Was ist Pat? (It’s Pat)
- 1995: Die O.J. Simpson Story – Der Mordfall des Jahrhunderts (The O.J. Simpson Story)
- 1995: Zooman
- 1996: Unforgettable
- 1997: Das Camp – Nur die Stärksten kommen durch (First Time Felon)
- 1997: Tödliches Geständnis (Murder Live!)
- 1998: Stella’s Groove: Männer sind die halbe Miete (How Stella Got Her Groove Back)
- 2000: Panic
- 2001: Joyride – Spritztour (Joy Ride)
- 2001: My First Mister
- 2002: My Big Fat Greek Wedding – Hochzeit auf Griechisch (My Big Fat Greek Wedding)
- 2007: You Kill Me
- 2008: The Eye
- 2011: Reconstruction
- 2015: Bessie (Fernsehfilm)
- 2016: Weihnachten auf der Bühne (A Nutcracker Christmas, Fernsehfilm)

### Serien
- 1982–1986: American Playhouse (4 Episoden)
- 1990: Equal Justice (12 Episoden)
- 2003–2005: Carnivàle (16 Episoden)
- 2005: Blind Justice – Ermittler mit geschärften Sinnen (Blind Justice, 4 Episoden)
- 2005: Grey’s Anatomy (eine Episode)
- 2005–2006: Invasion (22 Episoden)
- 2007–2009: Dirty Sexy Money (22 Episoden)
- 2009–2010: FlashForward (10 Episoden)
- 2014–2019: How to Get Away with Murder (8 Episoden)
- 2017: Marvel’s Inhumans (8 Episoden)
- 2018: Lodge 49 (10 Episoden)
- 2019: The Marvelous Mrs. Maisel (2 Episoden)
- 2020–2024: Bridgerton (13 Episoden)
- 2023: Queen Charlotte: Eine Bridgerton-Geschichte (Queen Charlotte, 6 Episoden)